# Georg Alexander von Müller
Georg Alexander von Müller (24 de marzo de 1854 - 18 de abril de 1940) fue un Almirante de la Armada Imperial Alemana y un amigo cercano del Káiser en el periodo previo a la Primera Guerra Mundial.

## Carrera
Müller creció en Suecia, donde su padre ejercía como profesor de agricultura.
Se unió a la Armada Imperial en 1871 y sirvió en muchos puestos distintos, incluyendo como comandante de un torpedero en Asia Oriental y después como oficial en el personal del Príncipe Enrique de Prusia. Fue Adjunto a partir de 1904 del Káiser Guillermo II. Fue incluido en la nobleza prusiana (Adelstitel) en 1900. En 1906, sucedió a Gustav von Senden-Bibran como Jefe del Gabinete Naval Imperial Alemán y sirvió hasta el fin del Imperio alemán en 1918. Como jefe del Gabinete Naval, trató no solo con asuntos técnicos sino con asuntos de la corte y con muchos políticos. Para el inicio de la Primera Guerra Mundial, se había convertido en un aliado del Canciller Theobald von Bethmann-Hollweg en sus intentos de controlar y moderar las acciones del Káiser.
Como uno de los principales tomadores de decisiones militares del Káiser antes de la Primera Guerra Mundial, era mayormente favorable a la guerra. Durante la Segunda Crisis de Marruecos en octubre de 1911, dijo al Káiser que "había cosas peores que la guerra". Vio venir una guerra racial en la que la raza alemana debía ser defendida contra las razas eslava y romana.
Sirvió en ese puesto en el inicio de la Primera Guerra Mundial. El 30 de agosto, el Káiser nombró a su hermano el Gran Almirante Príncipe Enrique de Prusia como comandante del Escuadrón del Báltico (Oberfelshaber der Ostseestreikräfte). Müller advirtió en contra ya que el Príncipe había ocupado el principalmente ceremonial puesto de Inspector Naval General y no estaba realmente cualificado. El Káiser estuvo de acuerdo pero vio el teatro de operaciones del Báltico como no crítico e intentó dar a su hermano un personal capacitado. Solo unos pocos días más tarde, Müller objetó el minado por fuerzas de Enrique el 5 de agosto de una área de aguas territoriales danesas, lo que amenazaba la neutralidad danesa. Finalmente, después de que se reportara que Enrique había perdido los nervios ante la perspectiva de una batalla con los rusos, se hicieron otros arreglos el 9 de octubre de 1914 para evitar que comandara acciones importantes.
Una vez que fue declarada la guerra con el Reino Unido en los primeros días de agosto de 1914, Müller acordó con el Káiser para realizar solo una limitada guerra de guerrillas contra los británicos, sin usar los buques capitales para permitir una paz negociada una vez que Francia y Rusia fueran derrotadas.
A medida que la guerra progresaba y el Káiser se retiraba en una vida abrigada en los Cuarteles Generales Imperiales en una atmósfera de "miedo al mundo y huida de la realidad", Müller trabajó con el Generaloberst Moriz von Lyncker a grandes rasgos para persuadir al Káiser de pasar más tiempo en los asuntos de gobierno en Berlín. Lyncker y Müller hacía tiempo que se cercioraban de la falta de liderazgo efectivo de Guillermo II, pero esperaban proteger la institución de la monarquía de una revolución en Alemania e impedir reformas que convertirían a Alemania en una monarquía constitucional porque la grandeza de Alemania residía en su constitución semi-absolutista y prerrogativa real. Para ellos, el Káiser debía cumplir su propósito simbólico con apariciones ocasionales en público, pero no se le podía confiar con la responsabilidad real en la toma de decisiones. Finalmente, para octubre de 1918, Müller había asumido que el Káiser debía abdicar para salvar la monarquía.
En enero de 1917, Müller accedió a la decisión de implementar una guerra submarina (U-boat) sin restricciones sobre la base del memorándum del Almirante Henning von Holtzendorff durante la conferencia de Pless del 9 de enero de 1917.
En las memorias de Müller, tuvo que tratar intensamente con la personalidad de Guillermo II.

## Condecoraciones
Recibió las siguientes órdenes y condecoraciones:
- Orden del Águila Negra (Prusia)
- Gran Cruz de la Orden del Águila Roja con hojas de roble y Corona (Prusia)
- Orden de la Corona, 1.ª clase (Prusia)
- Gran Comandante de la Real Orden de Hohenzollern con Espadas
- Cruz de Hierro de 1914, 1.ª y 2.ª clase
- Reconocimiento al Servicio (Prusia)
- Cruz al Mérito, Primera Clase de la Principesa Orden de Hohenzollern
- Gran Cruz de la Orden de Bertoldo I con Espadas (Baden)
- Gran Cruz de la Orden del León de Zähringen (Baden)
- Gran Cruz de la Orden del Mérito Militar con Corona y Espadas (Baviera)
- Comandante de Segunda Clase de la Orden de Enrique el León (Brunswick)
- Cruz Hanseática de Hamburgo
- Gran Cruz de la Orden de Felipe de Hesse
- Cruz al Mérito, Primera Clase de la Orden de la Cruz de Honor (Lippe)
- Cruz de Mérito en Guerra (Lippe)
- Gran Comandante de la Orden del Grifón (Mecklemburgo)
- Gran Cruz Honoraria de la Orden de Pedro Federico Luis (Oldenburgo)
- Gran Cruz de la Orden de Alberto con estrella dorada y Espadas
- Cruz al Servicio Fiel (Schaumburg-Lippe)
- Gran Cruz de la Orden de la Corona con Espadas (Wurtemberg)
- Gran Cruz de la Orden de Federico con Corona
- Gran Cruz Honoraria de la Real Orden Victoriana (Reino Unido)
- Gran Cordón de la Orden del Sol Naciente (Japón)
- Gran Cordón de la Orden de Meiji (Japón)
- Gran Cruz de Comandante de la Orden de la Espada (Suecia)
- Caballero de la Orden de Vasa, 1.ª Clase (Suecia)

## Obras
The Kaiser and His Court: The Diaries Note Books and Letters of Admiral Georg Alexander Von Muller Chief of the Naval Cabinet 1914–1918; Harcourt Brace and World (1964).